# 헝산현

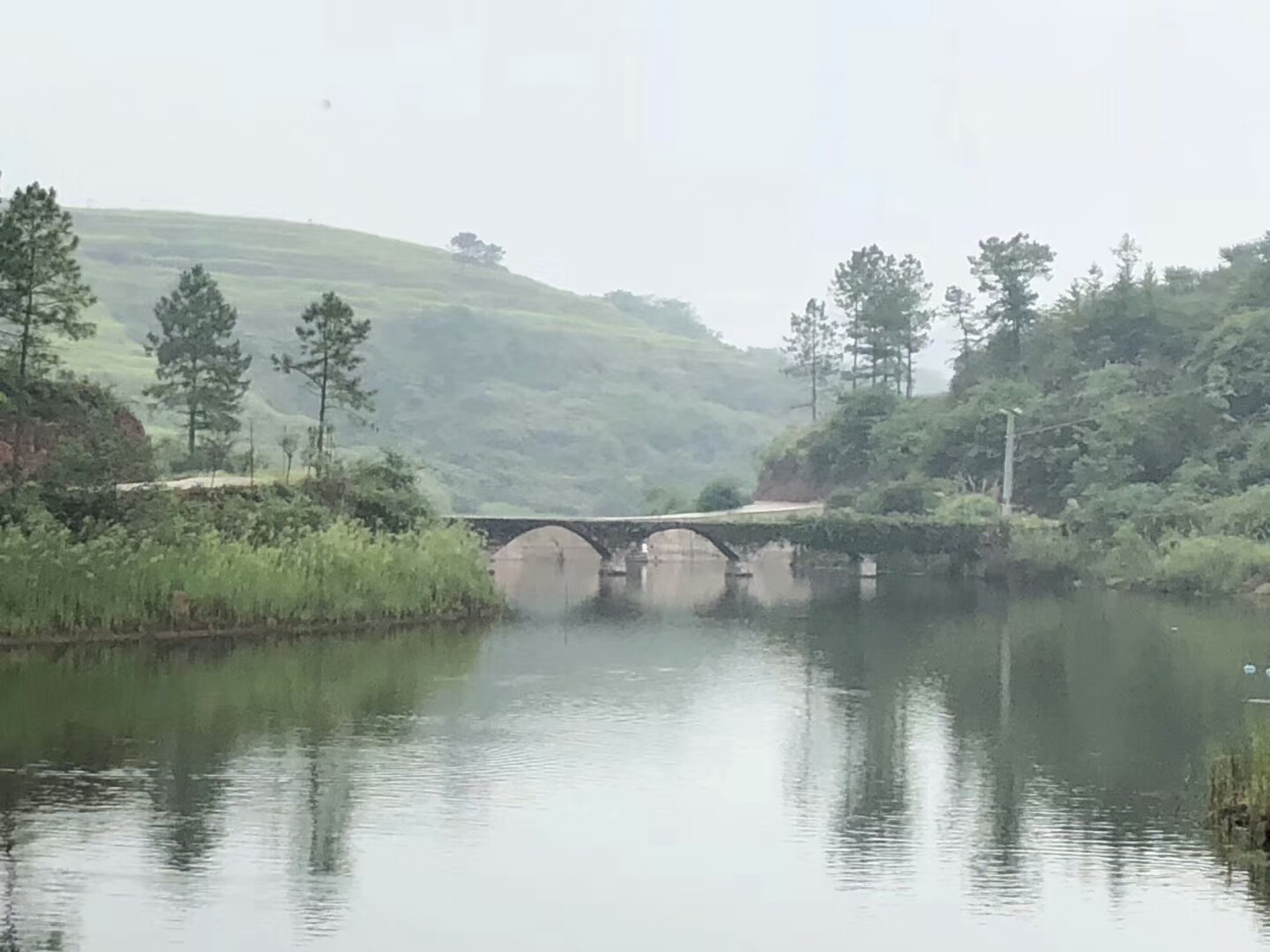

헝산현(한국어: 형산현, 중국어: 衡山县, 병음: Héngshān Xiàn)은 중화인민공화국 후난성 헝양 시의 현급 행정구역이다. 넓이는 936km2이고, 인구는 2007년 기준으로 430,000명이다.

## 행정 구역
8개 진, 9개 향을 관할한다.
- 진: 开云镇, 白果镇, 东湖镇, 萱洲镇, 长江镇, 新桥镇, 马迹镇, 店门镇.
- 향: 贺家乡, 永和乡, 沙泉乡, 福田铺乡, 岭坡乡, 望峰乡, 长青乡, 贯塘乡, 江东乡.